# Alžbeta Havrančíková
Alžbeta Havrančíková (Poprad, 27 settembre 1963) è un'ex fondista slovacca.
Fino alla dissoluzione della Cecoslovacchia (1993) gareggiò per la nazionale cecoslovacca.

## Biografia
In Coppa del Mondo ottenne il primo risultato di rilievo il 17 marzo 1984 a Štrbské Pleso (10ª) e la prima vittoria, nonché primo podio, il 10 dicembre 1988 a La Féclaz.
In carriera prese parte a quattro edizioni dei Giochi olimpici invernali, Calgary 1988 (29ª nella 5 km, 31ª nella 10 km, 13ª nella 20 km, 7ª nella staffetta), Albertville 1992 (34ª nella 5 km, 11ª nella 30 km, 17ª nell'inseguimento, 6ª nella staffetta), Lillehammer 1994 (32ª nella 5 km, 8ª nella 15 km, 32ª nella 30 km, 17ª nell'inseguimento, 7ª nella staffetta) e Nagano 1998 (59ª nella 5 km, 25ª nella 30 km, 40ª nell'inseguimento), e a sette dei Campionati mondiali (4ª nella 10 km a tecnica classica e nella 30 km a Lahti 1989 i migliori risultati).

## Palmarès

### Coppa del Mondo
- Miglior piazzamento in classifica generale: 2ª nel 1989
- 3 podi (tutti individuali[1]):
  - 2 vittorie
  - 1 secondo posto

#### Coppa del Mondo - vittorie
| Data             | Località    | Nazione      | Spec.    |
| ---------------- | ----------- | ------------ | -------- |
| 10 dicembre 1988 | La Féclaz   | Francia      | 5 km TL  |
| 15 gennaio 1989  | Klingenthal | Germania Est | 30 km TL |

Legenda:

TL = tecnica libera